# Потагос, Панайотис
Панайотис Потагос (греч. Παναγιώτης Ποταγός; 1838, Витина, Аркадия, Греция — 1903, Нимфес, Керкира) — греческий врач и путешественник. Упоминается[кем?] как «самый значительный греческий путешественник современности».

## Биография
Панайотис Потагос родился в селе Витина Аркадии в 1838 году.
Окончил школу в Витине. В библиотеке отца нашёл и прочитал «Математическую Географию», древних писателей и книги по философии, что в некоторой мере объясняет выбранный им дальнейший жизненный путь.
Однако сам Потагос, в своей книге, предоставил два мотива повлиявших на принятие им решения предпринять путешествия.
Первый мотив был отрицательным — его разочарование в греческой политической действительности и оппозиция правлению Х. Трикуписа.
Второй мотив был положительным: «я рисковал своей жизнью за честь своей страны, которая не должна представляться только своей территорией и нашими славными развалинами, но и нами самими, в стремлении стать достойными наших предков».
Уже будучи молодым врачом в Париже, Потагос снискал себе уважение коллег и признание французского правительства, за проявленный альтруизм во время эпидемии холеры.

## Путешествия на Восток
Первое своё путешествие Потагос начал из Сирии, в 1867 году, посетив затем Ирак, Иран, Афганистан, прошёл через Гиндукуш и Памир и продолжил путешествие до пустыни Гоби и Монголии. Через Восточную Сибирь, Петербург и Одессу, Потагос вернулся в Константинополь.
Второе своё путешествие Потагос начал из Суэца, Египет и, пройдя через северо-западные регионы Индии, Афганистан и южный Иран, вернулся в Каир.
Некоторые современные среднеазиатские историки характеризуют Потагоса «английским путешественником-разведчиком», «по всей видимости, также тайным агентом Наблюдательной Службы Индии».
Греческие власти проявляли полное безразличие к его деятельности и не оказывали ему никакой поддержки. С другой стороны, будучи поданным не-колониальной Греции, с её александровым и александрийским  наследством, Потагос в полной мере использовал это своё преимущество по сравнению с представителями колониального Запада на Востоке.
Потагос был принят эмирами Герата, Кабула и Файзабада и смог донести много информации о этой «стране-ключе» центральной Азии. Потагос пытался связать эти земли с ссылками на Гомера, Геродота, Арриана, Птолемея и Страбона. Особый греческий интерес вызывает его информация о существовании, в тот период, в тех краях, греческих культурных элементов. В Герате, согласно Потагосу, ещё использовались некоторые греческие слова, а стадия была мерой длины (расстояния). В Кабуле и Файзабаде эмиры располагали переводами древних греческих авторов и следовали астрономической системе Птолемея, читали Аристотеля, были знакомы с медицинскими трудами Гиппократа и Галена, в то время как Платон стал почти что святым.
Особенную ценность представляет его информация о племени кафиристанов (Нуристан), с очевидными элементами греческого происхождения, с которым Потагос познакомился за два десятилетия до насильственной исламизации племени в 1896 году.

## Африка
Третье своё путешествие Потагос начал из Каира, направившись на юг и, через Судан, достиг Центральной Африки, до регионов Северного Конго, пройдя значительно южнее регионов, которых достиг до него немецкий исследователь Георг Швейнфурт.
Он прибыл в Египет в 1876 году, поднялся верх по руслу Нила в южный Судан, а затем пересёк водораздел Конго-Нила, дойдя до бассейна Конго, через территорию сегодняшней Центральноафриканской Республики (1877) и достиг Уэле в 1877 году. Он первым из европейцев достиг Мбому и Уэле с севера.

## Признание
Потагос направил послание королю Бельгии Леопольду, бывшим в то время президентом всех географических обществ, где возлагал ответственность за опустошение Эфиопии на работорговлю арабов, предлагая организовать цивилизованную коммерцию, через сеть торговых станций от побережья вглубь континента.
Идеи и путешествия одиночки Потагоса были встречены враждебно колониальными державами — в основном Британией- и их географическими обществами. Потагос также нажил себе врагов, оспаривая маршруты Марко Поло.
Однако во Франции его путешествия и книга были встречены тепло. Во многом благодаря поддержке ориенталиста Émile-Louis Burnouf и французского учёного Мори, Луи Фердинанд Альфреда.
Потагос был награждён французским правительством, Географическим обществом Франции и королём Бельгии Леопольдом, который и дал имя «Проспект Потагоса» центральной магистрали города Исиро Бельгийского Конго. Когда Потагоса попросили подписаться в «золотой книге путешественников» он написал два слова: «Один эллин» (греч Εις Ελλην).

## Книга
Материалы, собранные Потагосом, были опубликованы в первом (и в конечном итоге последнем) томе его «Путешествий» (700 страниц), изданном Афинским университетом в 1883 году. Через 2 года последовало издание французского перевода в Париже («Dix annees de voyages dans l’Asie centrale et l’Afrique equatoriale», Ernest Leroux Editeur, Paris 1885).
Примечательно, что из четырёх «книг», на которые делится первый том «Путешествий» Потагоса, только первые две рассказывают о трёх его больших путешествиях в Азию и Африку. Третья книга, именуемая «Историкон» (греч «Ιστορικόν»), является сравнительным исследованием Потагоса хронологий древних египтян, ассирийцев, вавилонян, греков, арабов, сирийцев, финикийцев, лидийцев, персов и евреев. В четвёртой книге, под именем «Фисикон» (греч Φυσικόν), Потагос даёт объяснение различным — в основном метеорологическим — явлениям. Здесь же присутствовала и глава посвящённая географии, под заголовком «О разделении Земли на зоны и человека на расы» (греч. Пερί διαιρέσεως της γης εις ζώνας και του ανθρώπου εις φυλάς).
Потагос умер на острове Керкира в 1903 году.